# Ulma
Ulma (in tedesco: ) è una città extracircondariale del Baden-Württemberg, in Germania.
Capoluogo del circondario (Landkreis) Alb-Danubio (distretto di Tubinga) e della Regione Donau-Iller (distretto di Tubinga e di Svevia). È la prima città di una certa importanza (sopra i 50 000 abitanti) sulle sponde del Danubio. Il toponimo probabilmente deriva dal tedesco ulme (olmo), pianta assai presente nella zona.

## Geografia fisica
Ulma è situata presso la confluenza dei fiumi Iller e Blau nel Danubio. I rilievi collinosi della Schwäbische Alb circondano la città a ovest e a nord. Gran parte del centro urbano si sviluppa sulla riva sinistra del Danubio che nei pressi della città delimita per un tratto il confine fra Baviera e Baden-Württemberg; il fiume separa Ulma dalla città bavarese di Nuova Ulma. Le grandi città più vicine sono Augusta e Monaco di Baviera, rispettivamente a 70 e 130 km in direzione sud-est, e Stoccarda, a circa 90 km a nord-ovest.

## Storia
Nell'854 il nome di Ulma viene menzionato per la prima volta in un documento ufficiale, nella sua funzione come residenza temporanea del re. Questa residenza (Königspfalz) si trova al Weinhof, attorno al quale si forma il primo nucleo urbano. Nei secoli successivi Ulma conquista gradualmente lo statuto di città libera dell'Impero. Alla fine del XII secolo la città viene notevolmente ampliata verso est.
Nel XIV secolo, a partire dal 1316, la città viene ingrandita ancora (verso ovest, nord e est) e mantiene questa estensione fino alla metà dell'Ottocento. Nel 1377 inizia la costruzione del Duomo che doveva sostituire la vecchia chiesa parrocchiale posta fuori dalle mura della città. Nel 1397 patrizi e artigiani dopo un lungo conflitto giungono a un compromesso, fissato nello statuto cittadino chiamato "Grande Lettera del Giuramento" (Großer Schwörbrief). Nel XV secolo Ulma vive un periodo di economia florida (soprattutto per il commercio di stoffe), tanti artisti si trovano a Ulma per la costruzione del Duomo, il numero di abitanti sale a circa 20 000. La città governa su un territorio notevole ed è tra le principali città della Germania di allora.
Nel 1530 a Ulma s'introduce la riforma protestante per mano del fanatico predicatore cittadino Konrad Sam, seguito dall'87% della popolazione chiamata in un referendum. La furia dell'Iconoclastia scoppiò il 19 giugno 1531. La costruzione del duomo viene fermata nel 1543. La torre campanaria fino a quel momento è stata realizzata soltanto fino a un'altezza di circa 100 m e sarà completata solo nell'800.
La Guerra dei trent'anni e quella di Successione spagnola insieme a fattori economici, come la Scoperta dell'America del 1492 e l'apertura della Rotta commerciale verso l'India nel 1497, condussero a una deviazione importante dei circuiti commerciali e delle materie prime ed ebbero come conseguenza una stagnazione economica, seguita da un inevitabile e grave declino. Dopo la guerra dei trent'anni (1618-1648) Ulma ha ormai solo circa 14 000 abitanti.
Nel 1802 Ulma perde lo statuto di città libera dell'Impero e viene annessa alla Baviera; nell'ottobre del 1805 la città è teatro di una delle più famose battaglie delle guerre napoleoniche. Nel 1810 Ulma viene annessa al Württemberg, mentre la fascia del suo territorio a sud del Danubio rimane sotto la Baviera e qui in seguito si svilupperà la città di Nuova Ulma (Neu-Ulm). Nel 1820 il numero di abitanti ammonta a circa 12 000 soltanto. In seguito però la costruzione delle fortificazioni, delle ferrovie e l'industrializzazione portano a una ripresa economica e fanno crescere il numero degli abitanti. Tra gli architetti più attivi in quegli anni, si ricorda Johann Gottfried Klinsky, morto a Ulma nel 1828.
Dal 1842 al 1859 la Confederazione germanica costruisce una cinta di fortificazioni attorno alle città di Ulma e Nuova Ulma. Nel 1850 Ulma viene raggiunta dalla ferrovia: si inaugurano le linee per Stoccarda e per Friedrichshafen. Nel 1854 segue la linea per Monaco di Baviera. A metà dell'800 riprendono i lavori per la costruzione del Duomo. Nel 1890 si completa la torre campanaria seguendo i progetti del Medioevo. Nel 1900 Ulma ha già 43 000 abitanti.
Fu proprio in questa città che nel 1879 nacque uno dei più grandi geni mai esistiti: Albert Einstein, premio Nobel nel 1921 e ideatore della teoria della relatività.
Nel novembre del 1933 il regime nazista istituisce nel forte Oberer Kuhberg uno dei primi campi di concentramento dove sono detenuti e maltrattati politici e preti scomodi al regime. Nel luglio del 1935 i prigionieri vengono trasferiti nel campo di concentramento di Dachau. Oggi nell'ex campo di concentramento si trova un'istituzione commemorativa. Nel dicembre del 1944 e nel 1945 Ulma subisce pesanti bombardamenti. Alla fine della seconda guerra mondiale circa l'80% del centro storico è distrutto.
Dal 1955 al 1968 opera a Ulma la scuola superiore di disegno industriale (Scuola di Ulm), Hochschule für Gestaltung. Nel 1960 viene fondata la scuola superiore di ingegneria (oggi Hochschule Ulm). Nel 1967 viene fondata l'università (Universität Ulm) che opera soprattutto nel campo delle scienze naturali e della medicina. Tra il 1971 e il 1975 nove comuni adiacenti (Mähringen, Jungingen, Lehr, Ermingen, Eggingen, Einsingen, Donaustetten, Gögglingen, Unterweiler) vengono incorporati nel comune di Ulma e il territorio comunale passa da 51 a 119 km². Nel 1980 il numero degli abitanti supera la soglia di 100 000.

## Monumenti e luoghi d'interesse

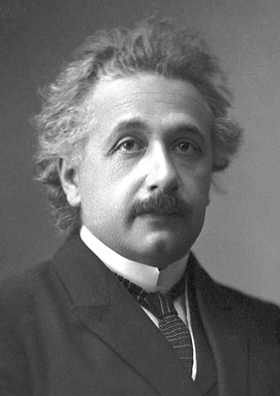
Albert Einstein nel 1921

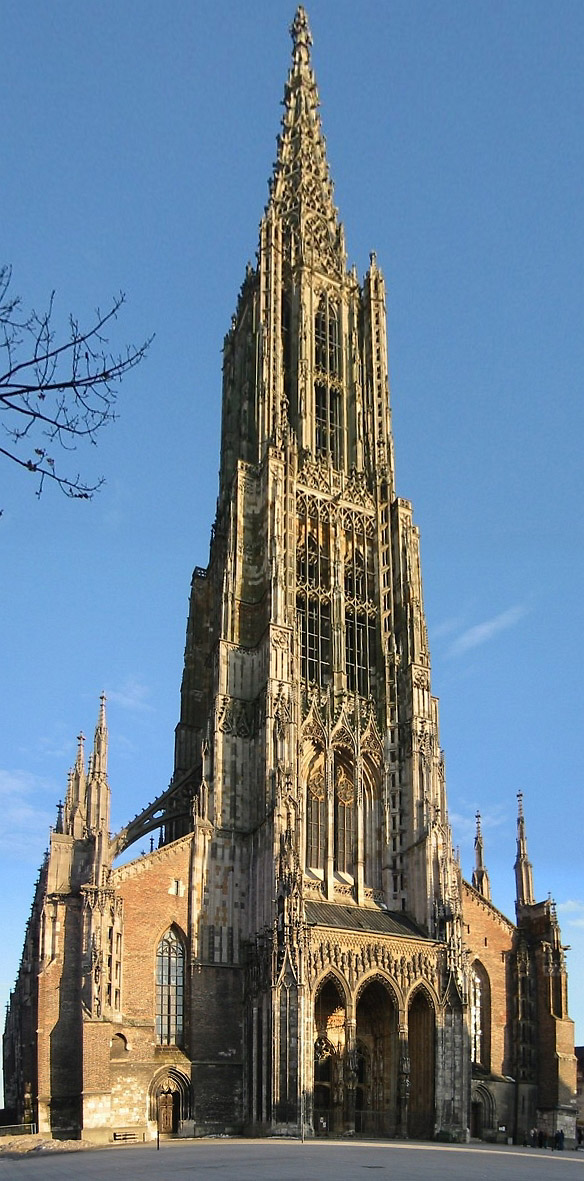
Il duomo

- Münster: il Duomo di Ulma è la seconda chiesa più grande di Germania (dopo il Duomo di Colonia) e ha il campanile più alto del mondo (161,6 m e 768 gradini). Maestoso capolavoro dell'Architettura gotica, non fu danneggiata durante la seconda guerra mondiale. A differenza del Duomo di Colonia, che è di rito cattolico, la cattedrale di Ulma è ora parrocchiale evangelica.
- Rathaus: il Municipio di Ulma, edificato nel 1370. L'orologio astronomico ornato sul frontone est fu installato nel 1520.
- Schwörhaus (1613): nel quale ogni anno viene rinnovato il giuramento alla costituzione della città.
- Fischerviertel: il pittoresco quartiere dei pescatori. Oggi si sono stabiliti qui ristoranti, gallerie e piccoli negozi. Da non perdere è la casa pendente (Schiefe Haus) sul fiume Blau, che secondo il Guiness dei Primati è l'hotel più storto del mondo.
- Le mura cittadine costituiscono oggi una passeggiata popolare, che porta dal quartiere dei pescatori al parco Friedrichsau, passando per la leggendaria torre dei macellai (Metzgerturm).
- Kloster Wiblingen, l'Abbazia di Wiblingen, grande complesso monastico barocco che sorge appena fuori dalla città.
- Fortificazione della Confederazione Tedesca di Ulm: la fortificazione più grande conservata in Germania, fu costruita per proteggere dagli attacchi francesi tra il 1842-1859.
- Il museo della cultura del pane (Museum der Brotkultur).
- Galleria d'arte Weishaupt: esposte più di 70 opere di grandi artisti della seconda metà del XX secolo.
- Museo di Ulm: ospita un'importante collezione d'arte e d'artigianato medievale, arte americana ed europea successiva al 1945 e una collezione archeologica con la più antica scultura di uomo-animale del mondo: l'Uomo-Leone.
- Museo Centrale degli Svevi Danubiani: la mostra presenta la movimentata storia degli Svevi Danubiani dal 1700 ad oggi.
- Edificio moderno sul luogo dove sorgeva la casa natale di Albert Einstein, qui nato nel 1879, distrutta durante la seconda guerra mondiale.
- Legoland: parco divertimenti dedicato al famoso mattoncino nella vicina Günzburg.

## Economia
La città ha un'antica tradizione di scambi commerciali risalente al Medioevo e una lunga storia industriale, cominciata con la costruzione della stazione ferroviaria nel 1850. Il settore industriale più importante è ancora l'industria classica (macchinari, in particolare motocicli, elettronica, farmaceutica).
Fra le aziende con sede principale a Ulma:
- Ebner & Spiegel GmbH (editoria)
- Gardena AG (attrezzi per giardinaggio)
- J. G. Anschütz (armi da fuoco per sport e caccia)
- Müller Ltd. & Co. KG (catena di negozi, retail)
- Ratiopharm (farmaceutica)
- Carl Walther GmbH (armi da fuoco, in particolare pistole)
- Wieland-Werke AG (semilavorati non-ferrosi)
- Britax Roemer Kindersicherheit GmbH (prodotti per la sicurezza infantile)
- Magirus (veicoli pesanti)

Aziende con importanti stabilimenti a Ulma:
- Daimler: Daimler Forschungszentrum (centro di ricerca) and EvoBus (produzione di autobus)
- EADS, European Aeronautic Defence and Space Company
- Siemens AG
- Nokia Networks[3]
- Deutsche Telekom AG
- Atmel
- Intel
- AEG

## Infrastrutture e trasporti
Ulma è collegata alle autostrade A7 (Flensburg - Füssen) e A8 (Karlsruhe - Salisburgo). Alcune Bundesstraßen (strade statali) toccano la città: B 10 Stoccarda – Ulma – Augusta, B 28 Strasburgo – Ulma, B 30 Ulma - Friedrichshafen, B 311 Ulma - Geisingen (- Donaueschingen).
La stazione di Ulma Centrale è un importante nodo ferroviario. È posta lungo la ferrovia Stoccarda - Monaco di Baviera, qui fermano anche i treni ICE. Altre ferrovie passano verso sud (Ulma - Friedrichshafen), verso sudovest (Ulma - Donaueschingen), verso sudest (Ulma - Oberstdorf), verso nordest (Ulma - Regensburg) e verso nord (Ulma - Aalen).
La mobilità urbana è garantita da numerose linee di autobus e da una rete tranviaria composta di due linee.
Gli aeroporti internazionali più vicini si trovano a Stoccarda (circa 80 km) e a Monaco di Baviera (circa 160 km). Due aeroporti minori si trovano a Memmingen (circa 50 km) e a Friedrichshafen (circa 100 km).

## Amministrazione

### Gemellaggi
- Bratislava[4]

## Sport
Lo Schwimm- und Sportverein Ulm 1846 Fußball è la squadra calcistica della città, dai colori bianco-neri.
Il Basketball Ulm è la principale squadra di pallacanestro della città, vincitrice dell'edizione 2022/2023 della Basketball Bundesliga.